# 서울 만월암 석불좌상
서울 만월암 석불좌상(서울 滿月庵 石佛坐像)은 서울특별시 도봉구에 있는 석불이다. 1999년 5월 19일 서울특별시의 유형문화재 제121호로 지정되었다.